# Teki Ivan
Teki Ivan
Teki Ivan (né le 24 novembre 2012) est un écrivain ivoirien. Il est principalement connu pour avoir publié, à l’âge de 12 ans, son premier roman Invasion (2025), ce qui fait de lui le plus jeune écrivain de Côte d’Ivoire.
Biographie
Téki Ivan est un jeune auteur prometteur âgé de 12 ans.
Il est en classe de 4e secondaire, porté par une passion vive pour les lettres, les sciences et les technologies.
Curieux du monde, avide de connaissances et animé par une imagination débordante, Ivan explore dès aujourd’hui des univers narratifs complexes où s’entrelacent humanité, science et destin collectif.
INVASION est son tout premier roman, une œuvre de fiction ambitieuse qui témoigne déjà d'une grande maturité littéraire et d'un sens aiguisé du récit.
Entre rêves d'avenir et maîtrise précoce de l'écriture, Ivan incarne une nouvelle génération d'auteurs : celle qui invente demain.
En 2025, à l’âge de 12 ans, il publie son ouvrage Invasion sur la plateforme d’auto-édition Amazon KDP et chez l'éditeur ivoirien GDT Éditions.
Œuvres
Invasion (roman, Amazon KDP, 24 juillet 2025, ISBN 979-8293963942)
Résumé :
Invasion est un roman de science-fiction dystopique qui explore les conséquences d’une épidémie mondiale déclenchée par un virus intelligent nommé SITO (ou Nathanos Pestis).
À travers le destin de Lena Auster, une survivante, et de ses héritiers, l’histoire plonge dans un futur marqué par la mémoire collective, la survie, la biotechnologie et la lutte de l’humanité contre l’oubli et la mutation.
Le récit, qui s’étend de 2045 à 2096, mêle drame personnel, réflexion philosophique et enjeux géopolitiques à l’échelle planétaire.
Réception et reconnaissance
La publication d’Invasion attire l’attention en raison de l’âge de son auteur. Teki Ivan est alors présenté comme le plus jeune écrivain ivoirien officiellement publié avec un ISBN international et distribué sur Amazon.
Son parcours est parfois comparé à celui d’Yvan Adépo, autre jeune auteur ivoirien qui avait également publié un roman à l’âge de 12 ans.
Notes et références
1. Page Amazon du roman Invasion (https://www.amazon.com/dp/B0FKHCG817)
2. Publications sur les réseaux sociaux (Facebook, Instagram) annonçant la sortie officielle de l’ouvrage.
3. Articles de presse locale (à ajouter lorsqu’ils paraîtront).